# Yosuke Hoshi
Yosuke Hoshi (Japón, 6 de noviembre de 1985) es un gimnasta artístico japonés, subcampeón del mundo en 2007 en el concurso por equipos.

## Carrera deportiva
En el Mundial de Stuttgart 2007 gana la plata en el concurso por equipos; Japón queda tras China y por delante de Alemania. Sus cinco compañeros del equipo japonés fueron: Hisashi Mizutori, Hiroyuki Tomita, Makoto Okiguchi, Takuya Nakase y Shun Kuwahara.